# Liste der kaiserlichen Generale der Frühen Neuzeit/J
Legende: * geboren | ~ getauft | † gestorben | ⚔ gefallen | Zu den Rangbezeichnungen siehe auch Generalsränge auf der Startseite.
- Heinrich Ludwig Freiherr von Jacquemin (Schakmin)

* 1713; † 22. August 1792. Laufbahn: 5. Juni 1758 Generalfeldwachtmeister, 25. Januar 1767 mit Rang vom 1. November 1765 Feldmarschallleutnant, 1. Mai 1773 mit Rang vom 19. Mai 1773 General der Kavallerie
- Adolf Wilhelm Freiherr Jahnus von Eberstädt

† 1731. Laufbahn: 7. Juni 1721 Generalfeldwachtmeister
- Franz Maximilian Freiherr Jahnus von Eberstädt

* 16. August 1711; † 26. Januar 1772. Laufbahn: 21. August 1757 Generalfeldwachtmeister, 9. März 1760 Feldmarschalleutnant; 1763 Abschied
- Karl Jakardovsky von Suditz

* 20. Februar 1767; † 20. November 1831. Laufbahn: 20. Oktober 1813 Generalmajor, 7. Oktober 1815 im Ruhestand

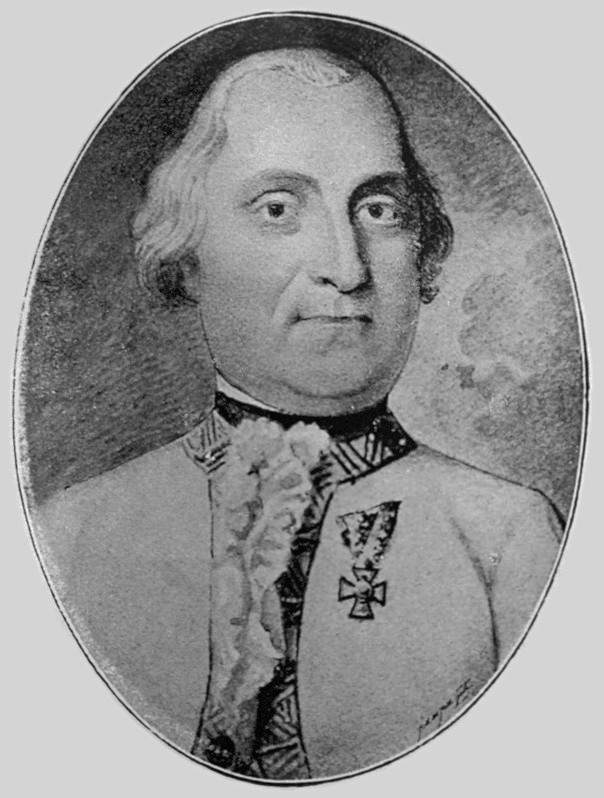
Franz von Jelačić Freiherr von Bužim

- Franz Janotha von Janthal

† 22. Juli 1807. Laufbahn: 18. August 1793 Generalmajor und im Ruhestand
- Emerich Freiherr von Jékey

† 28. Oktober 1793. Laufbahn: 13. April 1784 mit Rang vom 12. April 1784 Generalmajor
- Franz von Jelačić Freiherr von Bužim

* 14. April 1746; † 4. Februar 1810. Laufbahn: 1. März 1797 mit Rang vom 17. März 1797 Generalmajor, 29. Oktober 1800 mit Rang vom 31. Oktober 1800 Feldmarschalleutnant, 1805 im Ruhestand
- Johann Jelačić von Bužim

† 29. April 1813. Laufbahn: 12. April 1789 mit Rang vom 21. April 1789 Generalmajor, 24. April 1801 mit Rang vom 17. April 1801 Feldmarschalleutnant ehrenhalber, 1. Juni 1794 im Ruhestand
- Friedrich Georg Jenik-Zasadski von Gamsendorf

† 10. Februar 1762. Laufbahn: 27. Dezember 1733 Generalfeldwachtmeister
- Ludwig Michael von Jeney

† 26. Februar 1797. Laufbahn: 13. September 1789 mit Rang vom 2. September 1789 Generalmajor
- Karl Eduard Graf von Jerningham

† 23. Oktober 1802. Laufbahn: 26. November 1777 mit Rang vom 20. September 1777 Generalmajor
- Franz von Jircik

* 1758 ⚔ 1805, Laufbahn: 1. September 1805 mit Rang vom 27. März 1805 Generalmajor, bei Austerlitz tödlich verwundet
- Christoph Ritter von Johnson

* ?; † ?. Laufbahn: 29. Oktober 1800 mit Rang vom 24. (21.?) Januar 1801 Generalmajor, 1805 im Ruhestand, 1809 quittiert
- Gillis Johann Freiherr von Jonghen de Hongrie

* ?; † ?. Laufbahn: 15. November 1695 Generalfeldwachtmeister (Titel)
- Alexander Freiherr von Jordis

* 22. Januar 1743; † 23. Februar 1818. Laufbahn: 9. Oktober 1787 mit Rang vom 6. Oktober 1787 Generalmajor, 29. Dezember 1793 mit Rang vom 2. Dezember 1793 Feldmarschalleutnant, 1796 im Ruhestand
- Anton Ägydius Graf von Jörger Freiherr von Tollet

† 5. Januar 1716/17. Laufbahn: 8. April 1708 Generalfeldwachtmeister
- Johann Franz Anton Dominik Graf von Jörger, Freiherr von Tollet[1]

* um 1670 † 11. Dezember 1738 in Ofen. Laufbahn: 8. Mai 1716 Generalfeldwachtmeister, 14. Oktober 1723 Feldmarschalleutnant, 17. März 1735 General der Kavallerie
- Andreas Christian Graf von Jörger, Freiherr von Tollet

† August/September 1702. Laufbahn: 6. Juni 1695 Generalfeldwachtmeister
- Joseph Freiherr Jósika von Branyicska

* ?; † ?. Laufbahn: 5. Juni 1757 Generalfeldwachtmeister
- Johann Baptist Graf von Joyeuse

* 25. November 1699; † 18. September 1765 (16. September 1775?). Laufbahn: 10. Dezember 1748 Generalfeldwachtmeister
- Philipp Felix von Juch

† 26. März 1821. Laufbahn: 1. April 1801 mit Rang vom 28. März 1801 Generalmajor
- Johann Hieronymus Freiherr vom und zum Jungen[2]

* 17. Oktober 1660; † 23./25. August 1732. Laufbahn: 2. Juni 1705 Generalfeldwachtmeister, 24. April 1708 Feldmarschalleutnant, 17. Mai 1716 Feldzeugmeister, 20. Oktober 1723 Feldmarschall